# Subargyrotaenia purata
Subargyrotaenia purata är en fjärilsart som beskrevs av Edward Meyrick 1932. Subargyrotaenia purata ingår i släktet Subargyrotaenia och familjen vecklare. Inga underarter finns listade i Catalogue of Life.